# Alfa Romeo GTA
O GTA é um coupé compacto da Alfa Romeo.

## Informações técnicas
Nota:Livro.
| Modelos:               |                                                               |                                                               |                                                               |                                                               |                                                               |                                                               |
| Modelos:               | Giulia Sprint GTA                                             | Giulia Sprint GTA (versão de corrida)                         | Giulia GTA 1300 Junior                                        | Giulia GTA 1300 Junior (versão de corrida)                    | GTA SA                                                        | GTAm                                                          |
| ---------------------- | ------------------------------------------------------------- | ------------------------------------------------------------- | ------------------------------------------------------------- | ------------------------------------------------------------- | ------------------------------------------------------------- | ------------------------------------------------------------- |
| Motor:                 | I4                                                            | I4                                                            | I4                                                            | I4                                                            | I4                                                            | I4                                                            |
| Disposição:            | 1570 cc                                                       | 1570 cc                                                       | 1290 cc                                                       | 1290 cc                                                       | 1570 cc                                                       | 1985                                                          |
| Diâmetro x curso       | 78 mm x 82 mm                                                 | 78 mm x 82 mm                                                 | 78 mm x 67.5 mm                                               | 78 mm x 67.5 mm                                               | 78 mm x 82 mm                                                 | 84.5 mm x 88.5 mm                                             |
| Potência:              | 115 cv (85 kW)                                                | 164 cv (121 kW)                                               | 96 cv (71 kW)                                                 | 180 cv (132 kW)                                               | 220 cv (162 kW)                                               | 240 cv (177 kW)                                               |
| Em rpm:                | 6000                                                          | 7800                                                          | 6000                                                          | 9300                                                          | 7800                                                          | 7500                                                          |
| Compressão:            | 9.7:1                                                         | 10.5:1                                                        | 9.7:1                                                         | 11.0:1                                                        | 10.5:1                                                        | 11.0:1                                                        |
| Válvulas por cilindro: | 2                                                             | 2                                                             | 2                                                             | 4                                                             | 2                                                             | 2                                                             |
| Controle de válvula:   | Duplo comamdo                                                 | Duplo comamdo                                                 | Duplo comamdo                                                 | Duplo comamdo                                                 | Duplo comamdo                                                 | Duplo comamdo                                                 |
| Transmissão:           | Câmbio de 5 marchas                                           | Câmbio de 5 marchas                                           | Câmbio de 5 marchas                                           | Câmbio de 5 marchas                                           | Câmbio de 5 marchas                                           | Câmbio de 5 marchas                                           |
| Freios:                | Disco nas quatro                                              | Disco nas quatro                                              | Disco nas quatro                                              | Disco nas quatro                                              | Disco nas quatro                                              | Disco nas quatro                                              |
| Suspensão dianteira:   | Independentes, triangulares, com molas e barra anti-rolamento | Independentes, triangulares, com molas e barra anti-rolamento | Independentes, triangulares, com molas e barra anti-rolamento | Independentes, triangulares, com molas e barra anti-rolamento | Independentes, triangulares, com molas e barra anti-rolamento | Independentes, triangulares, com molas e barra anti-rolamento |
| Suspensão traseira:    | Eixo ativo, molas helicoidais, amortecedor telescópico        | Eixo ativo, molas helicoidais, amortecedor telescópico        | Eixo ativo, molas helicoidais, amortecedor telescópico        | Eixo ativo, molas helicoidais, amortecedor telescópico        | Eixo ativo, molas helicoidais, amortecedor telescópico        | Eixo ativo, molas helicoidais, amortecedor telescópico        |
| Carroceria:            | Duas portas, painéis de alumínio sobre monocoque de aço       | Duas portas, painéis de alumínio sobre monocoque de aço       | Duas portas, painéis de alumínio sobre monocoque de aço       | Duas portas, painéis de alumínio sobre monocoque de aço       | Duas portas, painéis de alumínio sobre monocoque de aço       | Duas portas todo em aço                                       |
| Peso:                  | 820 kg                                                        | 760 kg                                                        | 920 kg                                                        | 760 kg                                                        |                                                               | 920 kg                                                        |
| Velocidade máx.:       | 185 km/h                                                      | 220 km/h                                                      | 175 km/h                                                      | 210 km/h                                                      | 240 km/h                                                      | 230 km/h                                                      |
| Anos de produção:      | 1965-1969                                                     | 1965-1969                                                     | 1968-1975                                                     | 1968-1975                                                     | 1967-1968                                                     | 1970-1971                                                     |
| Quantidade:            | 500                                                           | 500                                                           | 193                                                           | 300                                                           | 10                                                            | 40                                                            |